# 人名一覧
人名一覧（じんめいいちらん）は、実在する人物の一覧。
記事へのリンクの後に（△）とあるのはその記事の中に一覧のようなものがある記事である。個別の記事が書かれないような人物は加えないこと。

## 出身別

### 国籍・民族・出身地別
主なもののみを掲げる。詳しくは出身別の人名記事一覧の一覧（地域別）を参照のこと。
- アイヌの一覧
- アラビア語の名前一覧（英語版）
- イタリア人の一覧
- 分野・時代別のインド人の一覧
- オーストリア人の一覧
- 樺太出身者の一覧
- 韓国の著名人一覧
- 朝鮮民主主義人民共和国の著名人一覧
- ギリシャ人の一覧
- 台湾の人物一覧
- ドイツ人の一覧
- フランス人の一覧
- ロシア人の一覧
- 中南米出身者の一覧
- 日系人（△）
- 日本の著名人一覧

### 出身大学別

#### 日本の大学
参考: 出身別の人名記事一覧の一覧#日本の大学（五十音順）

##### 北海道
- 旭川大学の人物一覧
- 小樽商科大学の人物一覧
- 帯広畜産大学の人物一覧
- 北見工業大学の人物一覧
- 札幌医科大学の人物一覧
- 札幌学院大学の人物一覧
- 札幌大学の人物一覧
- 道都大学の人物一覧
- 藤女子大学の人物一覧
- 北星学園大学の人物一覧
- 北海学園大学の人物一覧
- 北海商科大学の人物一覧
- 北海道大学の人物一覧
- 北海道医療大学の人物一覧
- 北海道教育大学の人物一覧
- 北海道工業大学の人物一覧
- 北海道東海大学の人物一覧
- 北海道薬科大学の人物一覧
- 室蘭工業大学の人物一覧
- 酪農学園大学の人物一覧

##### 東北
- 会津大学の人物一覧
- 青森大学の人物一覧
- 青森公立大学の人物一覧
- 秋田大学の人物一覧
- いわき明星大学の人物一覧
- 岩手大学の人物一覧
- 岩手医科大学の人物一覧
- 郡山女子大学の人物一覧
- 東北大学の人物一覧
- 東北学院大学の人物一覧
- 東北芸術工科大学の人物一覧
- 東北福祉大学の人物一覧
- 東北薬科大学の人物一覧
- ノースアジア大学の人物一覧
- 弘前大学の人物一覧
- 福島大学の人物一覧
- 福島県立医科大学の人物一覧
- 宮城大学の人物一覧
- 宮城教育大学の人物一覧
- 山形大学の人物一覧

##### 関東・東京
- 青山学院大学の人物一覧
- 亜細亜大学の人物一覧
- 茨城大学の人物一覧
- 宇都宮大学の人物一覧
- 桜美林大学の人物一覧
- 大妻女子大学の人物一覧
- お茶の水女子大学の人物一覧
- 嘉悦大学の人物一覧
- 学習院大学の人物一覧
- 学習院女子大学の人物一覧
- 神奈川大学の人物一覧
- 神奈川歯科大学の人物一覧
- 神田外語大学の人物一覧
- 関東学院大学の人物一覧
- 北里大学の人物一覧
- 共立薬科大学の人物一覧
- 杏林大学の人物一覧
- 国立音楽大学の人物一覧
- 群馬大学の人物一覧
- 慶應義塾大学の人物一覧
- 工学院大学の人物一覧
- 國學院大學の人物一覧
- 国際医療福祉大学の人物一覧
- 国際基督教大学の人物一覧
- 国士舘大学の人物一覧
- 駒澤大学の人物一覧
- 埼玉大学の人物一覧
- 埼玉医科大学の人物一覧
- 実践女子大学の人物一覧
- 芝浦工業大学の人物一覧
- 淑徳大学の人物一覧
- 首都大学東京の人物一覧
- 順天堂大学の人物一覧
- 城西大学の人物一覧
- 城西国際大学の人物一覧
- 上智大学の人物一覧
- 上武大学の人物一覧
- 昭和大学の人物一覧
- 昭和音楽大学の人物一覧
- 昭和女子大学の人物一覧
- 昭和薬科大学の人物一覧
- 女子美術大学の人物一覧
- 白百合女子大学の人物一覧
- 駿河台大学の人物一覧
- 成蹊大学の人物一覧
- 成城大学の人物一覧
- 聖心女子大学の人物一覧
- 清泉女子大学の人物一覧
- 聖マリアンナ医科大学の人物一覧
- 聖路加国際大学の人物一覧
- 専修大学の人物一覧
- 洗足学園音楽大学の人物一覧
- 創価大学の人物一覧
- 総合研究大学院大学の人物一覧
- 創造学園大学の人物一覧
- 大正大学の人物一覧
- 大東文化大学の人物一覧
- 高崎経済大学の人物一覧
- 高崎商科大学の人物一覧
- 高千穂大学の人物一覧
- 拓殖大学の人物一覧
- 玉川大学の人物一覧
- 多摩美術大学の人物一覧
- 千葉大学の人物一覧
- 千葉工業大学の人物一覧
- 千葉商科大学の人物一覧
- 中央大学の人物一覧
- 中央学院大学の人物一覧
- 筑波大学の人物一覧
- 津田塾大学の人物一覧
- 都留文科大学の人物一覧
- 帝京大学の人物一覧
- 帝京平成大学の人物一覧
- 電気通信大学の人物一覧
- 東海大学の人物一覧
- 東京大学の人物一覧
- 東京医科大学の人物一覧
- 東京医科歯科大学の人物一覧
- 東京音楽大学の人物一覧
- 東京外国語大学の人物一覧
- 東京海洋大学の人物一覧
- 東京学芸大学の人物一覧
- 東京家政学院大学の人物一覧
- 東京教育大学の人物一覧
- 東京経済大学の人物一覧
- 東京芸術大学の人物一覧
- 東京工科大学の人物一覧
- 東京工業大学の人物一覧
- 東京工芸大学の人物一覧
- 東京国際大学の人物一覧
- 東京歯科大学の人物一覧
- 東京慈恵会医科大学の人物一覧
- 東京情報大学の人物一覧
- 東京女子大学の人物一覧
- 東京女子医科大学の人物一覧
- 東京女子体育大学の人物一覧
- 東京造形大学の人物一覧
- 東京電機大学の人物一覧
- 東京都市大学の人物一覧
- 東京農業大学の人物一覧
- 東京農工大学の人物一覧
- 東京福祉大学の人物一覧
- 東京薬科大学の人物一覧
- 東京理科大学の人物一覧
- 東邦音楽大学の人物一覧
- 東邦大学の人物一覧
- 桐朋学園大学の人物一覧
- 東洋大学の人物一覧
- 東洋英和女学院大学の人物一覧
- 東洋学園大学の人物一覧
- 獨協大学の人物一覧
- 獨協医科大学の人物一覧
- 二松學舍大学の人物一覧
- 日本体育大学の人物一覧
- 日本大学の人物一覧
- 日本医科大学の人物一覧
- 日本歯科大学の人物一覧
- 日本女子大学の人物一覧
- 白鷗大学の人物一覧
- 一橋大学の人物一覧
- フェリス女学院大学の人物一覧
- 文教大学の人物一覧
- 平成国際大学の人物一覧
- 防衛大学校の人物一覧
- 防衛医科大学校の人物一覧
- 法政大学の人物一覧
- 放送大学の人物一覧
- 星薬科大学の人物一覧
- 前橋工科大学の人物一覧
- 武蔵大学の人物一覧
- 武蔵野大学の人物一覧
- 武蔵野音楽大学の人物一覧
- 武蔵野美術大学の人物一覧
- 明海大学の人物一覧
- 明治大学の人物一覧
- 明治学院大学の人物一覧
- 明治薬科大学の人物一覧
- 明星大学の人物一覧
- 目白大学の人物一覧
- 山梨大学の人物一覧
- 山梨学院大学の人物一覧
- 横浜国立大学の人物一覧
- 横浜市立大学の人物一覧
- 立教大学の人物一覧
- 立正大学の人物一覧
- 流通経済大学の人物一覧
- 早稲田大学の人物一覧

##### 中部・北陸
- 愛知大学の人物一覧
- 愛知学院大学の人物一覧
- 愛知教育大学の人物一覧
- 愛知県立大学の人物一覧
- 愛知県立芸術大学の人物一覧
- 愛知工業大学の人物一覧
- 愛知淑徳大学の人物一覧
- 金沢大学の人物一覧
- 金沢医科大学の人物一覧
- 金沢美術工芸大学の人物一覧
- 岐阜大学の人物一覧
- 岐阜聖徳学園大学の人物一覧
- 金城学院大学の人物一覧
- 皇學館大学の人物一覧
- 静岡大学の人物一覧
- 静岡県立大学の人物一覧
- 静岡産業大学の人物一覧
- 静岡文化芸術大学の人物一覧
- 信州大学の人物一覧
- 椙山女学園大学の人物一覧
- 聖隷クリストファー大学の人物一覧
- 中京大学の人物一覧
- 東海学院大学の人物一覧
- 常葉学園大学の人物一覧
- 富山大学の人物一覧
- 豊橋技術科学大学の人物一覧
- 名古屋音楽大学の人物一覧
- 名古屋大学の人物一覧
- 名古屋外国語大学の人物一覧
- 名古屋学院大学の人物一覧
- 名古屋工業大学の人物一覧
- 名古屋市立大学の人物一覧
- 南山大学の人物一覧
- 新潟大学の人物一覧
- 福井大学の人物一覧
- 福井県立大学の人物一覧
- 藤田医科大学の人物一覧
- 三重大学の人物一覧
- 名城大学の人物一覧

##### 近畿
- 芦屋大学の人物一覧
- 大手前大学の人物一覧
- 追手門学院大学の人物一覧
- 大阪大学の人物一覧
- 大阪医科大学の人物一覧
- 大阪大谷大学の人物一覧
- 大阪音楽大学の人物一覧
- 大阪外国語大学の人物一覧
- 大阪学院大学の人物一覧
- 大阪教育大学の人物一覧
- 大阪経済大学の人物一覧
- 大阪芸術大学の人物一覧
- 大阪工業大学の人物一覧
- 大阪国際大学の人物一覧
- 大阪歯科大学の人物一覧
- 大阪市立大学の人物一覧
- 大阪体育大学の人物一覧
- 大阪電気通信大学の人物一覧
- 大阪府立大学の人物一覧
- 関西大学の人物一覧
- 関西外国語大学の人物一覧
- 関西学院大学の人物一覧
- 京都大学の人物一覧
- 京都外国語大学の人物一覧
- 京都教育大学の人物一覧
- 京都工芸繊維大学の人物一覧
- 京都産業大学の人物一覧
- 京都女子大学の人物一覧
- 京都市立芸術大学の人物一覧
- 京都精華大学の人物一覧
- 京都府立大学の人物一覧
- 京都府立医科大学の人物一覧
- 京都薬科大学の人物一覧
- 近畿大学の人物一覧
- 甲南大学の人物一覧
- 甲南女子大学の人物一覧
- 神戸大学の人物一覧
- 神戸学院大学の人物一覧
- 神戸芸術工科大学の人物一覧
- 神戸国際大学の人物一覧
- 神戸女学院大学の人物一覧
- 神戸女子大学の人物一覧
- 高野山大学の人物一覧
- 滋賀大学の人物一覧
- 滋賀県立大学の人物一覧
- 成安造形大学の人物一覧
- 摂南大学の人物一覧
- 宝塚造形芸術大学の人物一覧
- 天理大学の人物一覧
- 同志社大学の人物一覧
- 同志社女子大学の人物一覧
- 奈良教育大学の人物一覧
- 奈良県立医科大学の人物一覧
- 奈良女子大学の人物一覧
- 羽衣国際大学の人物一覧
- 兵庫医科大学の人物一覧
- 兵庫教育大学の人物一覧
- 兵庫県立大学の人物一覧
- 佛教大学の人物一覧
- 武庫川女子大学の人物一覧
- 立命館大学の人物一覧
- 龍谷大学の人物一覧
- 和歌山大学の人物一覧

##### 中国・四国
- 愛媛大学の人物一覧
- エリザベト音楽大学の人物一覧
- 岡山大学の人物一覧
- 香川大学の人物一覧
- 吉備国際大学の人物一覧
- 高知大学の人物一覧
- 島根大学の人物一覧
- 下関市立大学の人物一覧
- 徳島大学の人物一覧
- 徳島文理大学の人物一覧
- 鳥取大学の人物一覧
- 鳴門教育大学の人物一覧
- 広島大学の人物一覧
- 広島修道大学の人物一覧
- 広島市立大学の人物一覧
- 松山大学の人物一覧
- 山口大学の人物一覧

##### 九州・沖縄
- 大分大学の人物一覧
- 沖縄国際大学の人物一覧
- 鹿児島大学の人物一覧
- 鹿児島国際大学の人物一覧
- 活水女子大学の人物一覧
- 鹿屋体育大学の人物一覧
- 北九州市立大学の人物一覧
- 九州大学の人物一覧
- 九州共立大学の人物一覧
- 九州工業大学の人物一覧
- 九州国際大学の人物一覧
- 九州産業大学の人物一覧
- 熊本大学の人物一覧
- 熊本学園大学の人物一覧
- 熊本県立大学の人物一覧
- 久留米大学の人物一覧
- 佐賀大学の人物一覧
- 西南学院大学の人物一覧
- 高千穂大学の人物一覧
- 長崎大学の人物一覧
- 長崎国際大学の人物一覧
- 中村学園大学の人物一覧
- 西九州大学の人物一覧
- 日本文理大学の人物一覧
- 福岡教育大学の人物一覧
- 福岡経済大学の人物一覧
- 福岡工業大学の人物一覧
- 福岡女子大学の人物一覧
- 福岡大学の人物一覧
- 平成音楽大学の人物一覧
- 別府大学の人物一覧
- 宮崎大学の人物一覧
- 琉球大学の人物一覧

##### 通信制大学
- サイバー大学の人物一覧
- 放送大学の人物一覧

#### 日本以外の大学
- イーストマン音楽学校の人物一覧
- エコールノルマル音楽院の人物一覧
- エストニア音楽アカデミーの人物一覧
- オックスフォード大学の人物一覧
- カーティス音楽学校の人物一覧
- カールスルーエ音楽大学の人物一覧
- キエフ音楽院の人物一覧
- キジアーナ音楽院の人物一覧
- ギルドホール音楽演劇学校の人物一覧
- グネーシン音楽大学の人物一覧
- ケルン音楽舞踊大学の人物一覧
- コロンビア大学の人物一覧
- サンタ・チェチーリア国立アカデミアの人物一覧
- シベリウス音楽院の人物一覧
- 上海音楽学院の人物一覧
- シュテルン音楽院の人物一覧
- ジュネーヴ音楽院の人物一覧
- ショパン音楽アカデミーの人物一覧
- ストックホルム音楽大学の人物一覧
- ソウル大学校の人物一覧
- デンマーク音楽アカデミーの人物一覧
- ナポリ音楽院の人物一覧
- ニューイングランド音楽院の人物一覧
- ハーグ王立音楽院の人物一覧
- バーゼル音楽院の人物一覧
- ハーバード大学の人物一覧
- ブカレスト国立音楽大学の人物一覧
- フライブルク音楽大学の人物一覧
- フランクフルト音楽・舞台芸術大学の人物一覧
- ブリュッセル王立音楽院の人物一覧
- 北京大学の人物一覧
- ボストン音楽院の人物一覧
- マドリード音楽院の人物一覧
- マンハッタン音楽学校の人物一覧
- ミネソタ大学の人物一覧
- ミュンヘン音楽・演劇大学の人物一覧
- ミラノ音楽院の人物一覧
- リスト・フェレンツ音楽大学の人物一覧
- ロンドン・スクール・オブ・エコノミクスの関係者

## 職業別
注意：特定の職業の従事者の一覧を削除するのは職業差別にあたります。
<職業一覧ではないので、人名一覧のない職業を載せないでください>

### 統治者関係
- 天皇の一覧
  - 摂政・関白の一覧
  - 歴代の征夷大将軍
  - 鎌倉将軍一覧
  - 鎌倉幕府の執権一覧
  - 足利将軍一覧
  - 徳川将軍一覧
- 琉球国王の一覧
  - 琉球の摂政一覧
- 王室の一覧
- 女性君主の一覧
- 選出もしくは任命された女性の元首の一覧
- 選出もしくは任命された女性の政府首脳の一覧
- 現代の女性首相・元首の一覧
- 中国帝王一覧
- 朝鮮の君主一覧
- カンボジア君主一覧
- タイ君主一覧
- ハンガリー国王一覧
- ローマ皇帝一覧
- 古代ローマの公職一覧
- オーストリア君主一覧
- イギリス君主一覧
- フランス君主一覧
- パルマ公の一覧
- スペイン君主一覧
- イタリア君主一覧
- スウェーデン君主一覧
- ノルウェー君主一覧
- デンマーク君主一覧
- オランダ君主一覧
- ベルギー国王の一覧
- リヒテンシュタインの統治者一覧
- ブータンの国王一覧
- レソトの国王一覧
- スワジランドの国王一覧

### 政治家・行政官

#### 日本の立法府
- 第二次世界大戦前の日本の政治家一覧
- 国会議員一覧（元国会議員）
- 衆議院議員一覧
- 衆議院議長（△）
- 参議院議員一覧
- 参議院議長（△）
- 貴族院議長 (日本)（△）
- 世襲議員一覧

#### 日本の行政府
- 内閣総理大臣の一覧
- 歴代の内閣官房長官
- 文部大臣の一覧
- 大蔵相・財務相の一覧
- 事務次官等の一覧
- 都道府県知事（△）

#### 日本国外
- 歴代フランス大統領一覧
- フランスの首相（△）
- 歴代アメリカ合衆国大統領の一覧
  - アメリカ合衆国副大統領（△）
  - アメリカ合衆国上院議員一覧
  - アメリカ合衆国下院議員一覧
- イタリアの大統領（△）
  - イタリアの首相（△）
- イギリスの首相の一覧
- ドイツの国家元首一覧
- ソビエト連邦の指導者の一覧
- 韓国大統領（△）
- 中華民国総統（△）
- 中華人民共和国の最高指導者一覧
- 中国共産党中央委員会総書記（△）

### 学者

#### 哲学・歴史学系
- 日本の哲学者
- 神学者の一覧
- 聖書学者の一覧
- 心理学者（△）
- 歴史家の一覧
  - 情報史学者一覧

#### 言語学・文学系
- 言語学者の一覧
- 国文学者
- 中国文学者
- イギリス文学者
- ドイツ文学者
- フランス文学者
- ロシア文学者

#### 法学・政治学系
- 法学者一覧
  - 日本の法学者一覧
- 政治学者の一覧
  - 国際政治学者
- 軍学者（△）

#### 経済学・社会学系
- 経済学者の一覧
  - 日本の経済学者の一覧
- 経営学者一覧
- 社会学者の一覧

#### 人類学系
- 人類学者の一覧
  - 日本の人類学者の一覧
  - 文化人類学者の一覧
  - 民俗学者の一覧

#### 理学系
- 数学者の一覧
  - 日本の数学者の一覧
- 物理学者の一覧
  - 日本の物理学者の一覧
- 化学者の一覧
- 生物学者の一覧
- 地球科学者（△）
  - 古生物学関連人物一覧
  - 気象学者の一覧
- 天文学者の一覧
  - 日本の天文学者の一覧

#### 情報学・計算機科学系
- 情報学者一覧
- 計算機科学者一覧

#### 工学系
- 工学者（△）

#### 医学・歯学・薬学系
- 医学者の一覧
- 歯学者一覧
- 薬学者一覧

#### その他の学者
- 観光学者（△）
- 地理学者の一覧
  - 日本の地理学者の一覧
- 軍事学者（△）
- 農学者（△）
- 博物学者一覧
- 論理学者（△）

#### 学者に準ずる職業
- 教育関係人物一覧
- 宇宙飛行士一覧

### 技術者
- 発明家一覧
- コンピュータに関する人物一覧

### 軍人・軍事関係者
- 日本の陸軍軍人一覧
- 日本の海軍軍人一覧
- 大日本帝国陸軍軍人一覧
- 大日本帝国海軍軍人一覧
- アメリカ合衆国の軍人一覧
- イギリスの軍人一覧
- イタリアの軍人一覧
- スウェーデンの軍人の一覧
- ドイツの軍人一覧
- ドイツ第三帝国の軍人一覧
- フランスの軍人一覧
- ロシアの軍人一覧
- 大日本帝国軍の航空将兵（△）

### 宗教家
- 世界の宗教指導者の一覧
- 日本の宗教家一覧
- 聖人の一覧
- ローマ教皇の一覧
- 日蓮正宗総本山大石寺歴代法主一覧

### 思想家・社会運動家
- 思想家一覧
- 社会運動家一覧
- 教育関係人物一覧

### 専門職にある者
- 医師（△）
- 日本医師会の歴代会長一覧及び都道府県医師会一覧（△）
- 日本歯科医師会の歴代会長一覧及び都道府県歯科医師会一覧（△）
- 鍛冶屋（△）

### 芸術家・アーティスト

#### 美術・芸術
- 美術家の一覧
  - 陶芸家（△）
  - 彫刻家（△）
  - 華道家（△）
  - 版画家（△）
  - 画家の一覧
    - 日本の画家一覧

  - イラストレーター一覧
    - 日本のイラストレーター一覧
- 建築家（△）
- 写真家一覧
  - 日本の写真家一覧
- グラフィックデザイナー（△）
- 装幀（△）
- 衣裳デザイナー（△）
- インダストリアルデザイナー（△）
- インテリアデザイナー（△）
- エディトリアルデザイナー（△）
- カーデザイナー（△）
- 家具デザイナー（△）
- 環境デザイナー（△）
- タイポグラファー（△）
- ファッションデザイナー（△）
- フラワーデザイナー（△）
- プロダクトデザイナー（△）

#### 音楽
- ミュージシャン一覧 - 音楽関係者全般の一覧の一覧（下記列挙項目も含む）
- クラシック音楽の演奏家一覧
- ポピュラー音楽の音楽家一覧 (個人)
  - ポピュラー音楽の音楽家一覧 (日本・個人)
- ポピュラー音楽の音楽家一覧 (グループ)
  - ポピュラー音楽の音楽家一覧 (日本・グループ)
- 作詞家一覧
- 作曲家一覧
- クラシック音楽の指揮者一覧

#### その他
- マジシャンの一覧
- 競技ダンス選手一覧
- TAPダンサー一覧
- 刀剣の業物一覧（主要な刀工の一覧）

### 芸能

#### 映画に関係する人物
- 映画監督一覧
  - 日本の映画監督一覧
- 映画プロデューサー一覧
  - 日本の映画プロデューサー一覧
- 映画スタッフ一覧
  - 日本の映画スタッフ一覧
- 映画評論家一覧

#### タレント・アイドル
タレント
- レースクイーン出身タレントの一覧（△）
- 日本で活躍する韓国の芸能人一覧
- 日本の芸能人一覧

アイドル
- グラビアアイドル一覧
- お菓子系アイドル一覧
- ライブアイドル一覧
- アキバ系アイドル一覧
- ヌードル一覧
- ジュニアアイドル一覧

モデル
- 女性モデル一覧
- 男性モデル一覧

歌手
- 芸術家・アーティストの節を参照

#### 漫才師/お笑いタレント
- 漫才師一覧

#### 落語家、噺家
- 落語家一覧
  - 江戸噺家（△）
  - 上方噺家（△）

#### 俳優
俳優・女優
- 日本の男優一覧
- 日本の女優一覧
- 子役（△）

声優・ナレーター
- 各国の声優一覧
  - 日本の声優一覧
- ナレーター一覧

### マスコミ関係者
- 日本のアナウンサー一覧
- フリーアナウンサー（△）
- 芸能レポーター一覧
- プロデューサーの一覧

### 作家（文芸関係者）
- 小説家一覧（日本の小説家一覧）
  - 推理作家一覧
  - SF作家一覧
  - 時代小説・歴史小説作家一覧
  - ファンタジー作家一覧
  - ホラー作家一覧
  - 怪奇小説作家一覧
  - ライトノベル作家一覧
  - 児童文学作家一覧
  - 官能小説家一覧
  - ボーイズラブ小説家一覧
  - 戦記作家一覧
  - 架空戦記作家一覧
  - 欧米のスペクタクル・アクション作家一覧
  - 日本のスペクタクル・アクション作家一覧
- 詩人一覧
  - フランスの詩人一覧
- 歌人一覧
- 俳人の一覧
- 脚本家一覧
- 随筆家（△）
- ベストセラー作家の一覧

### 評論家
- 評論家一覧
- 教育関係人物一覧
- 映画評論家一覧

### 漫画・アニメ・ゲーム
- 漫画家一覧
  - 日本の漫画家一覧
- アニメ関係者一覧
  - 日本の声優一覧
- 特撮関連人名一覧
- ゲームクリエイター一覧
- ウォルト・ディズニーカンパニー所属のスタッフ・アニメーター一覧

### 囲碁・将棋などゲーム関係の人物
- 囲碁棋士一覧
- 将棋棋士一覧
  - 将棋の名人一覧
- チェスプレーヤーの一覧
  - チェスの世界チャンピオン一覧
- ゲームクリエイター一覧
- 雀士一覧

### スポーツ
- スポーツ選手一覧の一覧

### 武道家
- 空手家一覧
- 大相撲力士一覧
- 格闘家一覧
  - K-1選手一覧
  - UFC選手一覧

### 性風俗関係者
- AV男優（△）
- ストリッパー一覧

## 歴史上の人物
- 歴史上の人物一覧
  - 中国史の人物一覧
  - 独立運動家（△）
- 日本史の人物一覧
  - 飛鳥時代以前の人物一覧
  - 奈良時代の人物一覧
  - 平安時代の人物一覧
  - 摂政・関白の一覧
  - 鎌倉時代の人物一覧
  - 鎌倉将軍一覧
  - 鎌倉幕府の執権一覧
  - 日本の南北朝時代の人物一覧
  - 室町時代の人物一覧
  - 足利将軍一覧
  - 戦国時代の人物一覧
  - 安土桃山時代の人物一覧
  - 江戸時代の人物一覧
  - 徳川将軍一覧
  - 幕末の人物一覧
  - 明治の人物一覧
  - 内閣総理大臣の一覧
- 戦国大名（△）
- 軍事指揮官の一覧
- 軍師（△）
- 能吏（△）
- 商人（△）
- 忍者（△）
- 海賊（△）
- 茶人人物一覧

## その他
- 聖書の登場人物のリスト
- 文化勲章受章者の一覧
- いとこ同士の夫婦一覧
- 鉄道に関係する人物一覧
- 自殺した有名人の一覧
  - 自殺・自決・自害した日本の著名人物一覧
- 自分の発明で死亡した発明家の一覧
- 引揚者一覧